# Мухина, Елена Юрьевна
Мухина Елена Юрьевна (род. 27 декабря 1960, Фрязино, Московская область, СССР) — депутат Государственной Думы четвертого созыва 2003—2007 годах, секретарь генерального совета Социалистической единой партии России (2003).

## Биография
В 1978 году окончила среднюю школу в г. Фрязино; стала мастером спорта по спортивной гимнастике.
В 1983 году окончила экономический факультет МГУ им. М.В.Ломоносова.
В 1983—1993 годах занималась преподавательской работой в школе и вузе.
В 1993 году советник Министра внешнеэкономических связей РФ; с ноября 1993 г. — генеральный директор СП «Международный центр исследований экономических реформ»; В 1994—1999 годах генеральный директор АОЗТ «Предприятие Nо 1».
12 сентября 2003 г. на съезде Социалистической единой партии России (СЕПР) была избрана секретарем генерального совета партии; в этом же году избрана депутатом Государственной Думы РФ четвертого созыва в составе федерального партийного списка  избирательного блока «Родина». Заместитель председателя Комитета ГД по вопросам местного самоуправления.
14 февраля 2004 года провела IV внеочередной альтернативный съезд партии сторонников Глазьева. Параллельно проходил съезд партии сторонников Рогозина. Минюст не признал съезд Мухиной.
В 2007 году баллотировалась кандидатом в депутаты ГД пятого созыва по списку партии «Патриоты России», однако партия не смогла пройти в парламент.
В 1999—2019 годах была генеральным директором НКО «Ассоциация внешнеэкономических организаций России».